# John Lawrence Maxwell
John Lawrence Maxwell, britanski general, * 1895, † 1972.